# Dorstenia appendiculata
Dorstenia appendiculata är en mullbärsväxtart som beskrevs av Friedrich Anton Wilhelm Miquel. Dorstenia appendiculata ingår i släktet Dorstenia och familjen mullbärsväxter. Inga underarter finns listade i Catalogue of Life.